# Радин, Николай Викторович
Николай Викторович Радин (1888—1938) — директор Мариупольского завода имени Ильича (1931—1938), кавалер ордена Ленина (27.10.1932).
Родился в селе Петропавловка в семье рабочего Луганского завода Гартмана. Там же и сам начинал свою трудовую деятельность. Потом работал на Николаевском судостроительном заводе, на металлургическом заводе в Макеевке.
С 1928 по 1931 год помощник директора Днепропетровского металлургического завода. В 1930—1931 гг. в командировках в Германии, Польше, Франции и Чехословакии.
С 1931 года директор Мариупольского завода им. Ильича.
Наладил выплавку высокопрочных сталей: авиационной, корабельной, танковой. Вместе с техническим директором Петром Яковлевичем Кравцовым внедрил ряд усовершенствований: 75-тонные сталеразливочные ковши заменили на 100-тонные, 45-тонные чугуновозные ковши — на 60-тонные. Печи получили углублённые с 650 до 800 мм ванны, своды их подняли на 250 мм, сечения вертикальных каналов увеличили с 1,8 до 2,4 м². Почти в два раза увеличили давление и температуру пара использующегося при сжигании мазута. В складском хозяйстве увеличили мощности кранов, вагонеток и площади под хранение готовой продукции.
Благодаря этим новшествам вместо намеченных отраслевой конференцией 6,7 тонн с квадратного метра пода завод стал давать в среднем 7,33 тонн.
Для обработки горячекатаного листа на заводе 1 июля 1933 года был пущен листоотделочный цех. Он был первым в стране, его оборудование было поставлено из-за рубежа. С пуском цеха отпала необходимость везти сталь из-за границы — в стране наблюдался такой дефицит, что автомобили выпускались с деревянными кабинами и кузовами.
В декабре 1933 года пущен второй маннесмановский (трубопрокатный) цех.
27 сентября 1935 года первый кокс выдал Мариупольский коксохимический завод.
Награждён орденом Ленина 27 октября 1932 года с формулировкой «за целый ряд заслуг» (за налаживание выпуска бронированного металла).
Был арестован 8 июля 1938 года по обвинению в участии в антисоветской троцкистской организации и расстрелян в Москве 1 сентября того же года.
Дочери Галя (1917) и Ира (1923) — жили в Мариуполе, сын Максим (1925) в годы Великой Отечественной войны погиб на фронте.